# Oncideres fabricii
Oncideres fabricii är en skalbaggsart som beskrevs av Thomson 1868. Oncideres fabricii ingår i släktet Oncideres och familjen långhorningar. Inga underarter finns listade i Catalogue of Life.